# Arthur S. Gould Lee
Arthur S. Gould Lee est né le 31 août 1894 à Boston, au Royaume-Uni, et décédé le 21 mai à Londres, dans ce même pays. C'est un officier de la Royal Air Force et un auteur intimement lié à la famille royale de Grèce.